# Ciénaga de Oro
Ciénaga de Oro é um município da Colômbia, localizado no departamento de Córdoba.